# Swimming with Sharks
Pour plus de détails, voir Fiche technique et Distribution.
Swimming with Sharks est une comédie dramatique américaine, réalisé par George Huang sorti en 1995.

## Résumé
L'histoire commence dans un quartier huppé de Los Angeles pris dans la tourmente à la suite d'un meurtre. Alors qu'une civière emporte un corps, un témoin fébrile est questionné par les inspecteurs. On comprend qu'il s'agit de la fin dramatique du film. 
Dans la scène suivante, on le retrouve dans un bar branché, discutant joyeusement avec 3 autres collègues de travail. Cet homme est Guy, un employé des services de production des studios Keystone. Il prend ensuite congé pour donner un coup de téléphone à sa petite amie. Mais il doit abréger l'appel car Buddy, son employeur relativement envahissant, vient de le biper pour une nouvelle requête. À la suite de l'appel, il est pris d'un coup de folie : Guy se rend chez Buddy, vole son arme puis le tient en joue. Le spectateur prend conscience d'être revenu à un chapitre antérieur au meurtre, dont Guy pourrait bien finalement être l'auteur. Quoi qu'il en soit, Buddy est solidement ligoté sur une chaise. 
Pendant toute la soirée, Guy le torture et l’humilie tout en exigeant de lui des excuses. Il revient ainsi sur son passé dans les studios, à l'époque où Guy, jeune diplômé ambitieux, rentrait à Keystone avec les yeux pleins d'étoiles. Après un débriefing lui révélant les ficelles mais surtout les difficultés du métier, Guy est mis au service de Buddy Eckerman, un producteur à la réputation d'être autoritaire et égocentrique. C'est d'ailleurs ce jour-là qu'il rencontra sa future petite amie, la scénariste Dawn Lockard, qui n'aura eu de cesse de le prévenir de l’atmosphère délétère du milieu. Mais Guy n'en tint pas compte, espérant toujours une récompense « au centuple ». Les flash-back successifs montrent que Guy était en réalité un larbin, constamment méprisé et manipulé, sans perspective d'avenir.
Lorsque Guy évoque la femme de Buddy, ce dernier parle enfin. Il lui raconte qu'elle décéda dans un guet-apens sur la route et que lui-même fut assistant, persévérant pendant 10 ans pour réussir et avoir enfin tous les privilèges, comme dicter ses caprices. Il se lance aussi dans un laïus sur la médiocrité du monde et la nécessité de « savoir ce que l'on veut exactement » dans la vie. C'est alors que Dawn entre dans la maison. Guy veut des explications tandis qu'il menace Buddy de son arme
La scène du bar revient : on entend cette fois distinctement l'entretien entre Guy et Dawn. Un appel inopiné de Dawn à Buddy interfère malencontreusement avec celui de Guy à son patron. Guy peut donc entendre sa copine tenir des propos équivoques, et Buddy d'en rajouter. D'où finalement le coup de folie de Guy. En réalité, il n'en est rien : Dawn tentait de mettre les choses au point. Guy est perplexe. Buddy saute sur l'occasion pour le pousser au crime. Son assistant ronge son frein puis tire.
La dernière scène se clôt par l'entrée de Guy dans un bureau en face de celui de son patron. Il a sans doute eu une promotion. Sur le mur est placardé les félicitations du personnel. Guy s'assoit pendant qu'un employé vient entrer pour le féliciter d'avoir abattu la tortionnaire d'Ackerman. L'homme apparaît justement dans le bée de la porte, son visage tailladé, coiffé d'une casquette pour masquer ses cheveux arrachés, invitant Guy à le rejoindre dans son bureau. Le double-battant se referme derrière eux. 
Il est clair que Guy "sait ce qu'il veut" : être promu quitte à tuer son amour. Et qu'il n'est guère mieux que son cynique patron...

## Fiche technique
- Titre original : Swimming with Sharks
- Pays d'origine :  États-Unis
- Année : 1995
- Réalisation : George Huang
- Scénario : George Huang
- Producteurs : Steve Alexander et Joanne Moore. Buzz Hays et Kevin Spacey[1]
- Sociétés de production : Cineville, Keystone Studios,
- Sociétés de distribution : Trimark Pictures
- Direction artistique : Karen Haase
- Musique : Tom Hiel
- Photographie : Steven Finestone
- Montage : Ed Marx
- Costumes : Kirsten Everberg
- Maquillage : Sarah Gaye Deal
- Langue : anglais
- Format : Couleur - 1,85:1 - Dolby Digital
- Genre : Comédie dramatique
- Durée : 90 minutes
- Dates de sortie : 
  -  États-Unis : 21 avril 1995
  -  France : 11 octobre 1995
- Budget[2] : 
  - 700 000 $ US
  - 536 000 €
- Recette[2] :  États-Unis : 376 928 $ US

## Distribution
- Kevin Spacey (VF : Bernard Alane) : Buddy Ackerman
- Frank Whaley (VF : Jean-Philippe Puymartin) : Guy
- Michelle Forbes (VF : Déborah Perret) : Dawn Lockard
- Benicio del Toro (VF : Daniel Lafourcade) : Rex
- T.E. Russell : Foster Kane
- Roy Dotrice : Cyrus Miles
- Matthew Flint : Manny
- Patrick Fischler : Moe
- Jerry Levine (VF : Denis Laustriat) : Jack

## Distinctions

### Récompenses
- Festival du cinéma américain de Deauville 1995
  - Critics Award pour George Huang
- New York Film Critics Circle 1995
  - Meilleur acteur dans un second rôle pour Kevin Spacey
- Festival international du film de Seattle 1995
  - Meilleur acteur pour Kevin Spacey

### Nominations
- Festival du cinéma américain de Deauville 1995
  - Grand Prix pour George Huang
- Independent Spirit Awards 1996
  - Meilleur acteur pour Kevin Spacey
- National Society of Film Critics 1996
  - Meilleur acteur dans un second rôle pour Kevin Spacey